# Ioan Bengliu

Generalul Ioan Bengliu

Ioan Bengliu (n. 1881, Târgu Jiu – d. 26 noiembrie 1940, Jilava) a fost un general român, care a îndeplinit funcția de inspector general al Jandarmeriei Române în perioada 1938-1940. Trecut în retragere pe 9 septembrie 1940 de către guvernul național-legionar condus de generalul Ion Antonescu, a fost arestat, încarcerat în penitenciarul Jilava și asasinat de către un comando legionar în Masacrul de la Jilava din noaptea de 26-27 noiembrie 1940.

## Biografie
Ioan Bengliu a fost înaintat prin decret regal la gradul de general de corp de armată în 8 iunie 1940.
Pe 9 septembrie 1940 generalul Ion Antonescu, recent numit președinte al Consiliului de Miniștri și învestit „cu depline puteri pentru conducerea Statului Român”, l-a trecut pe Bengliu în retragere prin decretul-lege nr. 3.094, împreună cu alți generali considerați ca fiind apropiați fostului rege Carol al II-lea și acuzați că s-ar fi comportat necorespunzător în împrejurările dramatice din vara anului 1940. Decretul-lege prevedea scoaterea mai multor generali din cadrele active ale armatei cu următoarea justificare: „având în vedere că următorii ofițeri generali au săvârșit acte grave de incapacitate, demoralizând prin fapta lor prestigiul oștirii și elementarele comandamente ale răspunderii de ostaș. Având în vedere că prin lingușiri și metode incompatibile cu demnitatea de ostaș au ocupat înalte comandamente, încurajând apoi neseriozitatea și lipsa demnității ofițerești; Având în vedere că prin incapacitatea acestor ofițeri generali s'a ajuns la decăderea oștirii și la acte grave prin pierderea granițelor; Socotind că Națiunea trebue să primească exemplul datoriei și al răspunderii prin sancționarea celor care s'au făcut vinovați de aceste abateri”. Acest decret-lege a fost anulat la 1 septembrie 1944.

### Asasinarea
Generalul Ion Bengliu a fost arestat de guvernul național-legionar condus de Antonescu și încarcerat în Penitenciarul Jilava, unde a fost asasinat, alături de alți 63 de jandarmi și demnitari ai fostului regim carlist, de către un comando legionar în Masacrul de la Jilava din noaptea de 26-27 noiembrie 1940.

## In memoriam
Școala de Subofițeri Jandarmi, care a funcționat în cazarma „Mircea Vodă” din Drăgășani, a purtat numele lui Ioan Bengliu în perioada 1940-1945.

## Vezi și
- Masacrul de la Jilava
- Statul Național-Legionar